# Tamanéga
Tamanéga est une localité située dans le département de Nagréongo de la province de l'Oubritenga dans la région Plateau-Central au Burkina Faso.

## Économie
L'économie du village repose essentiellement sur l'agro-pastoralisme, le village possédant de plus une banque de céréales.

## Santé et éducation
Le centre de soins le plus proche de Tamanéga est le centre de santé et de promotion sociale (CSPS) de Nagréongo tandis que le centre médical avec antenne chirurgicale (CMA) de la province se trouve à Ziniaré.
Le village ne possède pas d'école primaire.